# علا عبدالحسین
علا عبدالحسین (عربی: علاء عبدالحسين؛ زادهٔ ۷ اکتبر ۱۹۸۶) یک بازیکن فوتبال اهل عراق است.
از باشگاه‌هایی که در آن بازی کرده‌است می‌توان به اربیل، باشگاه فوتبال العین، باشگاه فوتبال پریس، و تیم ملی فوتبال عراق اشاره کرد.
وی همچنین در تیم ملی فوتبال تیم ملی فوتبال عراق بازی کرده است.